# Телемедицина
Телемедицина — использование компьютерных и телекоммуникационных технологий для обмена медицинской информацией. Является одним из наиболее быстро растущих сегментов здравоохранения в мире (около 20 % в год). Также используется (реже) термин «дистанционная медицина».

## Содержание термина «телемедицина»
Существует большое количество определений термина «Телемедицина». Формальное определение важно с юридической и политической точек зрения. В рамках политики Всемирной организации здравоохранения в области телемедицины в 1997 году было предложено следующее определение: 
Телемедицина — это предоставление услуг здравоохранения в условиях, когда расстояние является критическим фактором, работниками здравоохранения, использующими информационно-коммуникационные технологии для обмена необходимой информацией в целях диагностики, лечения и профилактики заболеваний и травм, проведения исследований и оценок, а также для непрерывного образования медицинских работников в интересах улучшения здоровья населения и развития местных сообществ

## Основные направления телемедицины

### Телемедицинские консультации
Телемедицинские консультации осуществляются путём передачи медицинской информации по телекоммуникационным каналам связи (телефон, видеотелефон, мобильный телефон, интернет: видеоконференция, скайп, зум, видеочат, вайбер, телеграм и др.)   Консультации могут проводиться как в «отложенном» режиме, так и в режиме реального времени (онлайн).

#### Отложенные телеконсультации
Наиболее дешёвый и простой способ организации консультации по телефону, по электронной почте, через мессенджеры, в соцсетях, в онлайн-консультации на медицинских сайтах.

#### Консультации в режиме реального времени
Эти консультации более требовательны к техническому оснащению, их проводят с использованием широкополосного интернета и видеоаппаратуры. Различают плановые, экстренные видеоконсультации и видеоконсилиумы. Во всех этих случаях обеспечивается непосредственное общение между консультантом и лечащим врачом. Чаще всего такие консультации проводятся с участием больного. При этом сеанс видеоконференцсвязи может проходить как между двумя абонентами, так и между несколькими абонентами в так называемом многоточечном режиме, то есть наиболее сложные случаи могут обсуждаться консилиумом врачей из разных медицинских центров. Считается, что дистанционная видеоконсультация гораздо дешевле физического посещения пациентом врача — в зависимости от расстояния между пунктами соотношение затрат может составлять до 50 раз в пользу телемедицины. Телемедицинские системы позволяют организовать диалог со врачом-экспертом (видеоконференцию) на любом расстоянии и передать всю необходимую для квалифицированного заключения медицинскую информацию (выписки из истории болезни, рентгенограммы, компьютерные томограммы, снимки УЗИ, например, при наличии у больных электронного стетоскопа,  кардиографа, электронного анализатор крови, электронного тонометра, термометра, пульсоксиметра,   глюкометра врач может дать консультацию не выезжая к больному и т. д.).

### Телеобучение
Проведение лекций, видеосеминаров, конференций с использованием телекоммуникационного оборудования. Во время таких лекций преподаватель может иметь интерактивный контакт с аудиторией. В результате использования таких технологий у врача появилась реальная возможность непрерывного профессионального образования без отрыва от места работы. Лекции, как и видеоконсультации могут проходить в многоточечном режиме, таким образом, лекция может быть прочитана сразу для слушателей из разных стран.

#### Трансляция хирургических операций
Применение сетевых видеокамер позволяет организовать трансляцию хирургической операции. Данная технология может использоваться также в режиме «теленаставничества», когда более опытный врач дистанционно контролирует действия менее опытного коллеги в режиме реального времени.

### Негласный контроль состояния здоровья личного состава
В жилище и на рабочем месте могут устанавливаться бесконтактные термометры, измеряющие температуру тела человека, принимающие магнитокардиограммы (МКГ) или магнитоэнцефалограммы (МЭГ), записывающие электромагнитные сигналы, возникающие вследствие сокращения мускулатуры, другие параметры с целью характеристики функционального состояния организма человека. Такая техника используется разведслужбами ряда стран мира с целью скрытного и негласного наблюдения за состоянием здоровья сотрудников. Соответственно организуются основные и резервные ситуационные центры, где обрабатывается поступающая информация. В случае возникновения острых или обострения хронических заболеваний решается вопрос об оказании медицинской помощи в стране пребывания, либо об отзыве сотрудника.

### Мобильные телемедицинские комплексы
Получают развитие мобильные телемедицинские комплексы (переносные, на базе реанимобиля и т. д.) для работы на местах аварий. Малогабаритные мобильные диагностические комплексы можно использовать в отсутствии телемедицинских кабинетов и центров, непосредственно там, где возникла необходимость: в машинах скорой помощи, удалённых больницах, бригадах медицины катастроф и санитарной авиации, медицинских формированиях ведомств по чрезвычайным ситуациям и обороне. Современный мобильный телемедицинский комплекс объединяет в себе мощный компьютер, легко сопрягаемый с разнообразным медицинским оборудованием, средства ближней и дальней беспроводной связи, средства видеоконференции и средства IP-вещания.

### Системы дистанционного биомониторинга
Телемедицинские системы динамического наблюдения применяются для наблюдения за пациентами, страдающими хроническими заболеваниями, а также на промышленных объектах для контроля состояния здоровья работников (например, операторов на атомных электростанциях). Многообещающим направлением развития таких систем является интеграция датчиков в одежду, различные аксессуары, мобильные телефоны. Например, жилет с набором биодатчиков, регистрирующих ЭКГ, артериальное давление и ряд других параметров, или смартфон с возможностью регистрации ЭКГ и отправки её в медицинский центр вместе с координатами человека в случае угрозы для его жизни.

#### Домашняя телемедицина
Это дистанционное оказание медицинской помощи пациенту, проходящему курс лечения в домашних условиях. Телемедицинское оборудование осуществляет сбор и передачу медицинских данных пациента из его дома в отдалённый телемедицинский центр для дальнейшей обработки специалистами. Это важно, например, для больных с сердечной недостаточностью, нуждающихся в регулярных и частых обследованиях. Комплексы, включающие датчики, измеряющие температуру тела, давление крови, парциальное давление кислорода, ЭКГ и функции дыхания, соединены с настольным монитором, который, в свою очередь, автоматически отправляет данные в телемедицинский центр.

## Телехирургия
Дистанционные операции на проводятся с помощью хирургического робота с 2001 года.
Телехирургия интересует Пентагон, так как позволяет делать операции военным в на поле боя, без риска для жизни военных хирургов. Телехирургия не стала массовой, но дистанционно операции проводятся с помощью интернета и хирургических роботов, про каждый случай таких операций в СМИ, пишут как впервые в мире.
Телехирургия сделает доступной хирургию для пациентов по всему миру, без необходимости для пациентов выезжать за пределы своей местной больницы, возможно искусственный интеллект научат делать операции с помощью опыта лучших хирургов мира и роботов и тогда телехирургия устареет.

## Развитие телемедицины в мире
Первой страной, поставившей телемедицину на практические рельсы, стала Норвегия, где имеется большое количество труднодоступных для традиционной медицинской помощи мест. Второй проект был осуществлён во Франции для моряков гражданского и военного флотов.
В настоящее время во многих странах и в международных организациях разрабатываются многочисленные телемедицинские проекты. Объём мирового рынка телемедицины в 2016 году, по данным P&S Market Research, составил порядка $18 млрд.
ВОЗ разрабатывает проект создания глобальной сети телекоммуникаций в медицине, включающей в себя электронный обмен научными документами и информацией, её ускоренный поиск с доступом через телекоммуникационные сети, проведение видеоконференций, заочных дискуссий и совещаний, электронного голосования.
Получают развитие и международные сети медицинских телекоммуникаций, направленных на разные цели: система «Satellife» — для распространения медицинских знаний в развивающихся странах и подготовки кадров, «Planet Heres» — предложенная ВОЗ система глобальных научных телекоммуникаций, международной научной экспертизы и координации научных программ, другие системы и сети.
Европейское сообщество профинансировало более 70 международных проектов, нацеленных на развитие различных аспектов телемедицины: от скорой помощи (проект HECTOR) до проведения лечения на дому (проект HOMER-D). Главной задачей проектов является развитие методов медицинской информатики, нацеленных на регистрацию и формализацию медицинских данных, их подготовку к передаче и приему. Разрабатываются и испытываются алгоритмы сжатия информации, стандартные формы обмена информацией как на уровне исходных данных (изображений, электрических сигналов, например электрокардиограмм, и т. д.), так и на уровне истории болезни. Идёт разработка автоматизированных рабочих мест по различным врачебным и диагностическим специальностям (ультразвуковая диагностика, компьютерная томография, рентгенология, биохимия). Кроме того, существуют проекты, интегрирующие все конкретные разработки (например, ITHACA), а также проекты, осуществляющие оценки эффективности частных проектов и распространение лучших решений (STAR). Практически все проекты дублированы, то есть ЕЭС заведомо идёт на увеличение расходов, чтобы получить наилучшие решения.
На конец 2016 года уровень проникновения телемедицины в Европе составлял около 30 %.
В настоящее время в мире известны более 250 телемедицинских проектов, которые по своему характеру делятся на клинические (подавляющее большинство), образовательные, информационные и аналитические. По географической распространённости проекты распадаются на: местные (локальные внутри одного учреждения, их 27 %), региональные (40 %), общенациональные (16 %) и международные (17 %). Многие проекты являются многоцелевыми, в половине случаев (48 %) они связаны с телеобразованием и телеобучением. В каждом четвёртом проекте новые каналы передачи информации используются для нужд управления и администрации. В 23 % телемедицина используется для медицинского обслуживания жителей сельских и удалённых районов.
Сегодня (конец 2016 года) самым развитом рынком телемедицинских консультаций являются США. В 2016 году в стране было проведено около 1,25 млн телеконсультаций. По статистике Американской телемедицинской ассоциации, дистанционные консультации и мониторинг сокращают количество госпитализаций на 19 %, а количество обращений за очной консультацией — на 70 %. Экономия на транспортировке тяжелобольных благодаря онлайн-консилиумам достигает $500 млн ежегодно.

## Телемедицина в России
Потенциал российского рынка телемедицинских услуг оценивается в 18 млрд руб. в год (по информации на конец мая 2017 года).
Президент России Д. А. Медведев в мае 2010 года так обозначил важность телемедицинских консультаций: 

Я надеюсь, что в конечном счёте мы выйдем на такую ситуацию, когда реализация телемедицинских услуг даст возможность даже в самой отдалённой российской больнице или в фельдшерско-акушерском пункте получать консультацию крупного специалиста, специалиста высокого уровня, потому что это как раз то, чем мы начали заниматься уже лет пять назад.
Хорошим примером организации системы отложенных телемедицинских консультаций может служит телемедицинская система Пензенской области, где в эту систему были включены все центральные районные больницы, а в качестве консультантов служат ведущие специалисты всех областных ЛПУ.

В России, с её значительными расстояниями, довольно перспективно выглядит и рынок консультаций в режиме реального времени. Считается, что дистанционная видеоконсультация в 20 раз дешевле поездки пациента с Урала в Москву, для Якутии и Забайкалья — в 40 раз (в случае необходимости сопровождения пациента медицинским работником стоимость поездки удваивается). Обсуждаются также возможность применения телемедицины для  повышения квалификации медицинского персонала. 
Более восьми лет, примерно с 2011 года, с помощью Интернета обеспечивается доступ к видеокамерам, установленным в лаборатории телемедицины и операционных Российского научного центра хирургии РАМН, что позволяет вести трансляции хирургических операций.

### История российской телемедицины
Первые видеоконсультации в РФ прошли в 1995 году в Военно-медицинской Академии им. С.М. Кирова, в городе Санкт-Петербург. Но самые первые шаги относятся к 70 годам, когда в основном осуществлялась передача ЭКГ на расстоянии в специальные консультативные центры.
1997 год. Реализация проекта видеоконференций «Москва — регионы России», объединившегоНациональный медицинский исследовательский центр сердечно-сосудистой хирургии имени А. Н. Бакулева РАМН, НИИ педиатрии и ряд других центров.
1999 год. Создание московской корпоративной телемедицинской сети, в которую вошли 32 ЛПУ.
2001 год. Интеграция российских телемедицинских сетей с мировым информационным пространством.
2018 год. Вступление в силу закона о телемедицине в РФ 
Февраль 2020 года. Состоялось заседание Совета по развитию цифровой экономики при Совете Федерации, посвященное телемедицине. В нем участвовали председатель Совета  Андрей Турчак, вице-спикер Совета Федерации Николай Журавлёв, министр цифрового развития, связи и массовых коммуникаций РФ Максут Шадаев и первый замминистра здравоохранения РФ Татьяна Яковлева, а также представители медицинского и бизнес-сообщества. Было предложено, в частности, транслировать успешный опыт цифровизации на российские регионы, что позволит не ждать внедрения информационной системы на местах, а осуществлять обработку медицинских данных на московских мощностях с помощью удаленного доступа.

### Нормативная база
1 января 2018 года вступил в силу закон о телемедицине.
Закон устанавливает формат взаимодействия врача и пациента: если пациент первый раз обратился к врачу в формате телеконсультации, то ему должны установить профильного врача и назначить время очной встречи. Затем, когда прошла очная встреча, был поставлен диагноз, назначено лечение — пациент имеет право обращаться к своей лечащему врачу с дополнительными вопросами заочно, например, посредством сети Интернет. Для идентификации участников планируется использовать единую систему идентификации и аутентификации (ЕСИА), информационный обмен будет осуществляться с помощью единой системы межведомственного электронного взаимодействия.
Лечащий врач получает право выписывания как обычных, так и электронных рецептов, включая рецепты на препараты, содержащие наркотические или психотропные вещества. Устанавливается возможность дистанционного наблюдения за состоянием здоровья пациента лечащим врачом после очного приема, на основании полученных данных о пациенте.
В 2018 году Министерство здравоохранения утвердило «Порядок организации и оказания медицинской помощи с применением телемедицинских технологий».
В соответствии с Федеральным законом от 4 мая 2011 года N 99-ФЗ «О лицензировании отдельных видов деятельности», для найма сервисом телемедицины собственного медицинского персонала необходимо получить медицинскую лицензию.
Согласно действующим законам телемедицину могут применять только для консультаций по профилактике, мониторинга состояния здоровья пациента и записи на очный приём к врачу. Однако, в марте 2020 года в Госдуму внесли изменения в законопроект, который наделяет врачей правом дистанционно ставить диагнозы пациентам.

### Телемедицина и эпидемия коронавируса COVID-19
Эпидемия коронавируса COVID-19 придала мощный импульс развитию и внедрению телемедицины и в России, и во всем мире. По прогнозу VEB Ventures, пандемия должна была поднять глобальную посещаемость телемедицинских сервисов за год в 5,5 раз — с 36 млн визитов на начало 2020 года до 200 млн визитов к началу 2021 года. Важность использования телемедицины в борьбе с пандемией COVID-19 была отмечена ВОЗ.В конце марта 2020 года почти одновременно стартовали совместный проект ВЭБ и компании «Доктор рядом»,  бесплатные консультации сервиса DocDoc (при поддержке «Сбербанка»), а также открылся Центр телемедицины Департамента здравоохранения Москвы . За два месяца - с конца марта по конец мая 2020 - бесплатным телемедицинским сервисом «Доктор Рядом» и «ВЭБ РФ» воспользовалось более 60 тыс.человек .

## Телемедицина на Украине
Телемедицина на Украине впервые была применена в 1935 году во Львове, когда профессор Марьян Франке и профессор Витольд Липинский организовали постоянное использование телеэлектрокардиографии (теле-ЭКГ). Согласно публикации в издании Polska Gazeta Lekarska (№ 27, 1937 год, с.15): «В течение 2 последних лет в отделении инфекционных заболеваний Государственного общего госпиталя во Львове (современная Львовская областная клиническая больница) систематически проводились телеэлектрокардиографические обследования. Больные находились в отделении, а результаты обследований сердца передавались на 500 метров в Институт патологии. Обследования выполнялись вместе с профессором Франке».
Отраслевым нормативным документом по применению телемедицины на Украине является Приказ Минздрава от 19.10.2015 № 681 «Об утверждении нормативных документов по применению телемедицины в сфере здравоохранения» и методические рекомендации.
В 2007 году на Украине создан Государственный клинический научно-практический центр телемедицины Минздрава Украины - единственное специализированное учреждение здравоохранения, созданное для внедрения и развития телемедицины на Украине. Постановлением Кабинета Министров Украины от 01.10.2008 года № 878 он внесён в Перечень заведений здравоохранения, которые обеспечивают выполнение общегосударственных функций. Согласно уставу, Государственный центр телемедицины обеспечивает предоставление высококвалифицированной комплексной консультативной медицинской помощи населению с применением телемедицинских технологий.
С 2009 года Государственным центром телемедицины реализуется проект создания телемедицинской сети Украины, благодаря которому организовано телемедицинское консультирование и обмен опытом врачей на портале телемедицины.
С 2013 года поддержку телемедицины осуществляет Украинская ассоциация развития информационных технологий в медицине (УАРИТМ), которая представляет Украину в International Society for Telemedicine and eHealht (ISfTeH) в качестве национального члена этой международной организации .

## Телемедицина и конфиденциальность
Существуют опасения, связанные с возможностью утечки конфиденциальной информации о пациенте в сети Интернет, которая является открытой сетью, а передача медицинских данных пациентов и их обсуждение в открытом для всех режиме является с правовой точки зрения недопустимым. Эта проблема преодолевается путём кодирования информации или же путём получения от пациента расписки о допустимости передачи данных о нём по открытой сети.

## Искусственный интеллект и телемедицина
Возможно искусственный интеллект и медицинские роботы смогут помочь телемедицине, врачам и медсестёрам.